# Трансилуминација
Трансилунинација, дијафаноскопија или трансилуминациони тест је једноставна техника заснована на примени усмерене светлости високог интензитета кроз део тела или орган да би се проверила било каква абнормалност као што је сакупљање течности или ваздуха.  Области у којима се користи овај тест укључују главу (хидроцефалус), скротум (хидерокеле), грудни кош недоношчади или новорођенчета (пнумоторакс) или трбух новорођенчета (пнеумоперитонеум).

## Историја
Трансилуминацију лобање први је користио и описао Ричард Брајт 1831. године. Метода је годинама унапређивана и напокон уведена у дијагностику интракранијалног крварења пре него што су ултразвучне методе постале популарне да би касније била препозната као први облик постављања  дијагнозе хидроцефалуса засноване на примени светлости.
Пре открића рендгенских зрака, дијафаноскопија је била једна од метода коришћених за осветљавање максиларних и фронталних синуса. Неправилан пролаз светлосних зрака указивао је на смањење ваздушног простора у синусима, најчешће узроковано запаљенским процесима (акутним и хроничним) и присуством тумора у синусима.
Данас се  трансилуминациони тест користи као скрининг процедура за одојчад са макроцефалијом и за оне за које се сумња да имају субдурални излив, субдурални хематом, хидроцефалус, хидраненцефалију, поренцефалију, повећан интракранијални притисак, па чак и фрактуре лобање и недостатке у исхрани.
Тренутно је њена употреба прилично је ограничена, упркос неинвазивној природи, ниској цени теста и високој дијагностичкој вредности.

## Опште информације
У медицини трансилуминација се генерално односи на пренос светлости кроз ткива тела. Уобичајен пример је пренос светлости кроз прсте, када се ствара  црвени сјај због тога што црвена крвна зрнца апсорбују друге таласне дужине светлости. Трансилуминација се најчешће користи за за просветљавање органа који укључују: синусе, дојке, тестисе, очи, плућа, трбух, лобању... 
Педијатри овај тест широко користе за осветљавање тела беба и посматрање количине распршене светлости. Пошто њихов скелет није у потпуности калцификован, светлост може лако да продре у ткива новорођенчета. 
Уобичајени примери дијагностичких апликација су:
- меланом увее,[6]
- хидрокела,
- хидроцефалус,
- пнеумоперитонеум,
- пнеумоторакс,[7]